# Massacre de Ramka
Le massacre de Ramka désigne un massacre qui a eu lieu durant la guerre civile algérienne dans la nuit du 2 au 3 janvier 1998 en Algérie dans trois villages de la wilaya de Relizane, au cours duquel environ 1 000 personnes ont été égorgées par le Groupe islamique armé, selon la déclaration d'Ahmed Ouyahia lors d'une conférence de presse en 2006 à la résidence Djenane El Mithaq, à Alger.
Les rapports initiaux avait indiqué 117 tués mais que le gouvernement avait « caché la vérité parce que vous n'allez pas dans la bataille proclamer la défaite ».